# Фратичола Селватика (Перуђа)
Фратичола Селватика је насеље у Италији у округу Перуђа, региону Умбрија.
Према процени из 2011. у насељу је живело 522 становника. Насеље се налази на надморској висини од 639 м.